# Tartarus
Trong thần thoại Hy Lạp, Tartarus (tiếng Hy Lạp: Τάρταρος) là vực thẳm bên dưới Trời (Uranus), Đất (Gaia) và Đại dương (Pontus). Nơi này được miêu tả là một chốn sâu thẳm, tối tăm, hoặc như là một vực sâu không đáy. Hades có thể được hiểu như Âm phủ, nơi mà linh hồn người chết sẽ quay về sau khi từ giã cuộc sống, và Tartarus, một phần của Hades, có thể được hiểu như Địa ngục, nơi những linh hồn tội lỗi sẽ chịu đày đọa và trừng phạt. Trong tập Gorgias, Platon viết rằng những linh hồn sẽ chịu phán xét sau khi chết, và những kẻ bị buộc tội sẽ bị đày xuống Tartarus.
Tương tự như những thực thể nguyên thủy trong thần thoại Hy Lạp như Uranus (Trời), Gaia (Đất), Pontus (Đại dương) hay Hades (Âm phủ), Tartarus cũng được nhắc đến như một thế lực sơ khai, một vị thần.

## Tartarus trong thần thoại Hy Lạp
Trong thần thoại Hy Lạp, Tartarus (hay Tartaros) vừa là tên một vị thần vừa là một từ chỉ địa danh ở Âm phủ, thậm chí nơi này còn sâu hơn Hades. Theo một số trường phái huyền bí thì Tartaros còn là một thực thể vô cùng, sơ khai nhất, và từ đó sinh ra ánh sáng và vũ trụ.
Trong tác phẩm Theogony của Hesiod, Tartarus là vị thần thứ ba được sinh ra bởi Chaos. Nhà thơ Hesiod miêu tả vị trí của Tartarus thông qua một phép so sánh. Ông cho rằng một cái đe bằng đồng nếu rơi từ trời xuống đất phải mất 9 ngày. Cái đe còn phải đi thêm 9 ngày nữa để từ mặt đất xuống đến vùng Tartarus. Trong sử thi Iliad của Homer, thần Zeus khẳng định rằng khoảng cách giữa Hades đến Tartarus cũng như khoảng cách giữa trời và đất. Là một nơi khuất bóng Mặt Trời, sâu thẳm trong lòng đất, Tartarus bị bao quanh bởi một bức tường đống với ba lớp màn đêm bao phủ bên ngoài. Tartarus cùng với Chaos, Gaia và Uranus là những vị thần đầu tiên của vũ trụ.

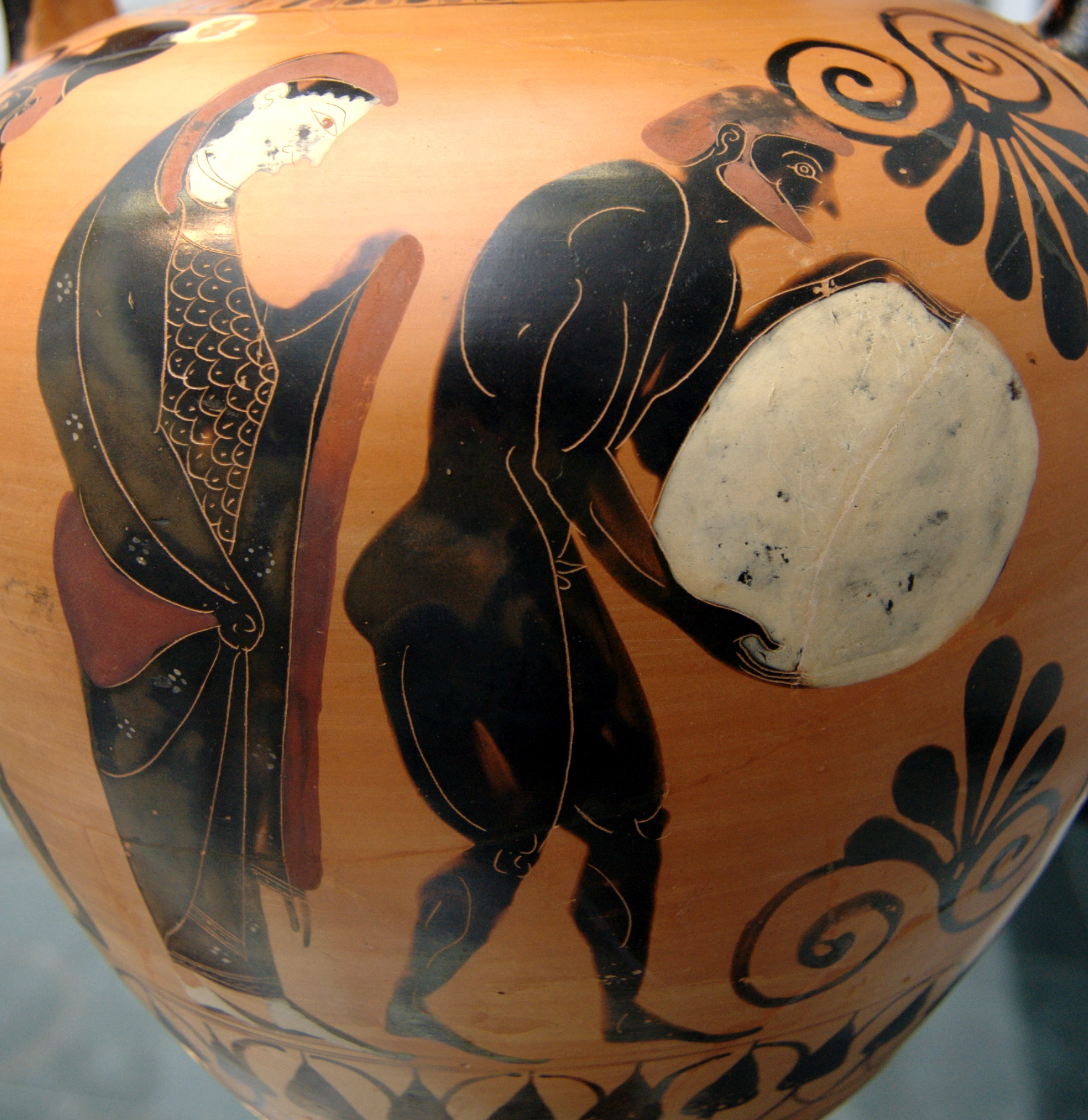
Persephone giám sát Sisyphus dưới Địa ngục, Attic hình trang trí trên vò, ca. 530 trước Công Nguyên

Theo thần thoại Hy Lạp, mặc dù Hades là nơi của linh hồn người chết, thì Tartarus chứa đựng không ít những linh hồn. Khi Cronus, người lãnh đạo các Titan nắm quyền cai trị, ông giam tất cả những người khổng lồ một mắt Cyclops vào Tartarus. Một số truyền thuyết còn kể rằng ông cũng tống giam cả ba gã khổng lồ trăm tay trăm mắt xuống Tartarus. Zeus đã giải phóng tất cả những sinh vật này nhằm tăng thêm lực lượng trong trận chiến chống các Titan. Cuối cùng, sau khi chiến thắng các Titan, Zeus đã bắt nhốt hầu hết các Titan trong Tartarus. Tất cả đều bị canh giữ bởi ba gã Hecatonchire. Sau khi chiến thắng con quái vật Typhon, con của Tartarus và Gaia, Zeus cũng đã ném con quái vật đó xuống Tartarus.
Ban đầu, Tartarus chỉ dùng để giam giữ những kẻ được cho là hiểm họa đối với sự thống trị của các vị thần trên đỉnh Olympus. Trong các truyền thuyết về sau, Tartarus được biết đến như địa ngục để trừng phạt những kẻ tội lỗi, nơi mà họ phải gành chịu những hình phạt thích ứng với tội của mình. Ví dụ như Sisyphus, người đã báo cho cha của Asopus nơi mà Zeus đã bắt cóc con gái ông, Aegina. Zeus cho đó là một hành động chống đối lại quyền lực của thần linh nên đã ra lệnh đày Sisyphus xuống Tartarus. Ngày qua ngày, Sisyphus phải lăn một tảng đá nặng lên một triền dốc dài. Mỗi khi tảng đá được lăn đến đỉnh, nó lại lăn xuống, và Sisyphus lại phải bắt đầu lại từ đầu. Với hình phạt trên, Zeus muốn trừng phạt sự kiêu hãnh của Sisyphus, ám chỉ rằng trí óc, tài năng của người phàm không bao giờ có thể so sánh được với quyền lực của thần linh.
Ngoài ra còn có Ixion, người đầu tiên làm đổ máu một người thân trong gia đình khi lừa cha vợ của mình xuống một hố than nóng đỏ để không phải trả tiền cưới, phải chịu một hình phạt là sống trong một vòng lửa. Tantalus, sau khi được mời dự tiệc cùng các vị thần, quyết định bày một bàn tiệc, vờ như để trả ơn thần linh, vừa là để thử thách các vị thần. Ông ta giết con trai mình là Pelops và đem làm thức ăn dâng cho thần linh. Tantalus phải trả giá cho tội lỗi của mình giữa dòng sông lạnh cóng của Tartarus, thân mình bị buộc vào một tảng đá, và trái cây chín mọc đầy bên trên. Chịu một lời nguyền của sự đói khát bất tận, Tantalus luôn tìm cách với tới nước uống và trái cây, nhưng lần nào cũng vậy, mọi thứ đều bị đẩy ra khỏi tầm với của ông ta, lúc khát nước Tantalus cúi đầu xuống dòng sông, thì sông biến thành bùn đất. Còn khi đói, ông ta vươn lên cành cây để hái quả, nhưng những cành trĩu nặng quả ấy cứ cao mãi, vượt khỏi tầm tay của ông.
Theo Platon, Rhadamanthus, Aeacus và Minos là những người nhận trách nhiệm phán xét ở nơi đây. Rhadamanthus xét xử những linh hồn đến từ Châu Á; Aeacus xét xử những linh hồn đến từ Châu Âu và Minos là người bỏ lá phiếu quyết định và cũng đồng thời là người phán xét những người Hy Lạp.

## Tartarus trong thần thoại La Mã
Trong thần thoại La Mã, Tartarus là nơi mà mọi kẻ tội lỗi bị gửi đến sau cái chết. Virgil miêu tả trong tác phẩm Aeneid rằng Tartarus là một nơi rộng lớn, bao quanh là con sông lửa Phlegethon và ba lớp tường dày để đề phòng những kẻ có tội trốn thoát. Nó được canh gác bởi một con hydra với 50 hàm sắc ngồi bên cạnh một cái cổng lớn được gia cố bằng các cột adamatine, một thứ vật liệu gần với kim cương, cứng đến nỗi hầu như không gì cắt nổi. Bên trong là một tòa lâu đài có tường dày và đỉnh bằng sắt. Tisiphone, một trong ba nữ thần Erinyes tượng trưng cho sự phục thù, đứng gác trên đỉnh của tòa lâu đài này suốt ngày đêm không ngủ với một sợi roi trong tay. Có một cái vực sâu vào lòng đất với độ sâu gấp đôi từ mặt đất lên tới đỉnh Olympus. Ở đáy của vực là nơi giam giữ các Titan, hai người con sinh đôi của Aloeus và nhiều người mang tội nặng khác. Những hình phạt trong đây hầu hết đều giống hình phạt trong thần thoại Hy Lạp.

## Tartarus trong kinh Tân Ước
Trong Thư thứ nhì của Phê-rô trong Tân Ước có đoạn nói về Tartarus như nơi xử phạt dành cho các thiên thần có tội (2 Peter 2:4).